# Cesar Šun
Šun (kitajsko: 舜; pinjin: Shùn) je bil vladar starodavne kitajske, od katerega vlada je bila najdaljša v kitajski zgodovini.

## Življenje
Njegovo predniško ime je Džoudžu (氏), ime njegovega klana je Jao (姓). Njegovo rojstno ime je Čonghua (重華). Včasih ga imenujemo tudi Veliki Šun (大舜) ali Ju Šun ali Šun Juja (虞舜).